# ماتيو ماركيه
ماثيو جيل ماركيه (بالإنجليزية: Gilles Marquet)‏ (من مواليد 11 يناير 1994) هو سباح من موريشيوس.

## روابط خارجية
- ماتيو ماركيه على موقع الاتحاد الدولي للسباحة (الإنجليزية)
- ماتيو ماركيه على موقع SwimRankings.net (الإنجليزية)
- ماتيو ماركيه على موقع أوليمبيديا (الإنجليزية)